# Воронежская улица (Липецк)
Воро́нежская у́лица — улица в Октябрьском округе Липецка. Проходит в Тракторном (2-й участок) от улицы 3-го Сентября до переулка Ильича параллельно Степной и 2-й Воронежской улицам (чётная сторона) и улице Чехова (нечётная сторона). Пересекает Волгоградскую улицу.
Названа в начале 1950-х годов в честь города Воронежа. В конце 1980-х начальная треть улицы была снесена при строительстве новых корпусов ЛТЗ. Застройка частная.

## Транспорт
- к домам начала улицы — трам. 1, ост.: «РСУ».
- к домам середины и конца улицы — трам. 1, ост.: «Волгоградская ул.»; авт. 19, ост.: «Ул. Красина».